# Takanobu Nishi
Takanobu Nishi (西 孝収, Nishi Takanobu) est un archer japonais.

## Palmarès
- Jeux olympiques
  - 8e à l'individuel homme aux Jeux olympiques d'été de 1976 à Montréal.